# Dendrocerus chloropidarum
Dendrocerus chloropidarum är en stekelart som beskrevs av Paul Dessart 1990. Dendrocerus chloropidarum ingår i släktet Dendrocerus och familjen trefåresteklar. Inga underarter finns listade i Catalogue of Life.